# Davidius zhoui
Davidius zhoui – gatunek ważki z rodziny gadziogłówkowatych (Gomphidae).